# Кожные рецепторы

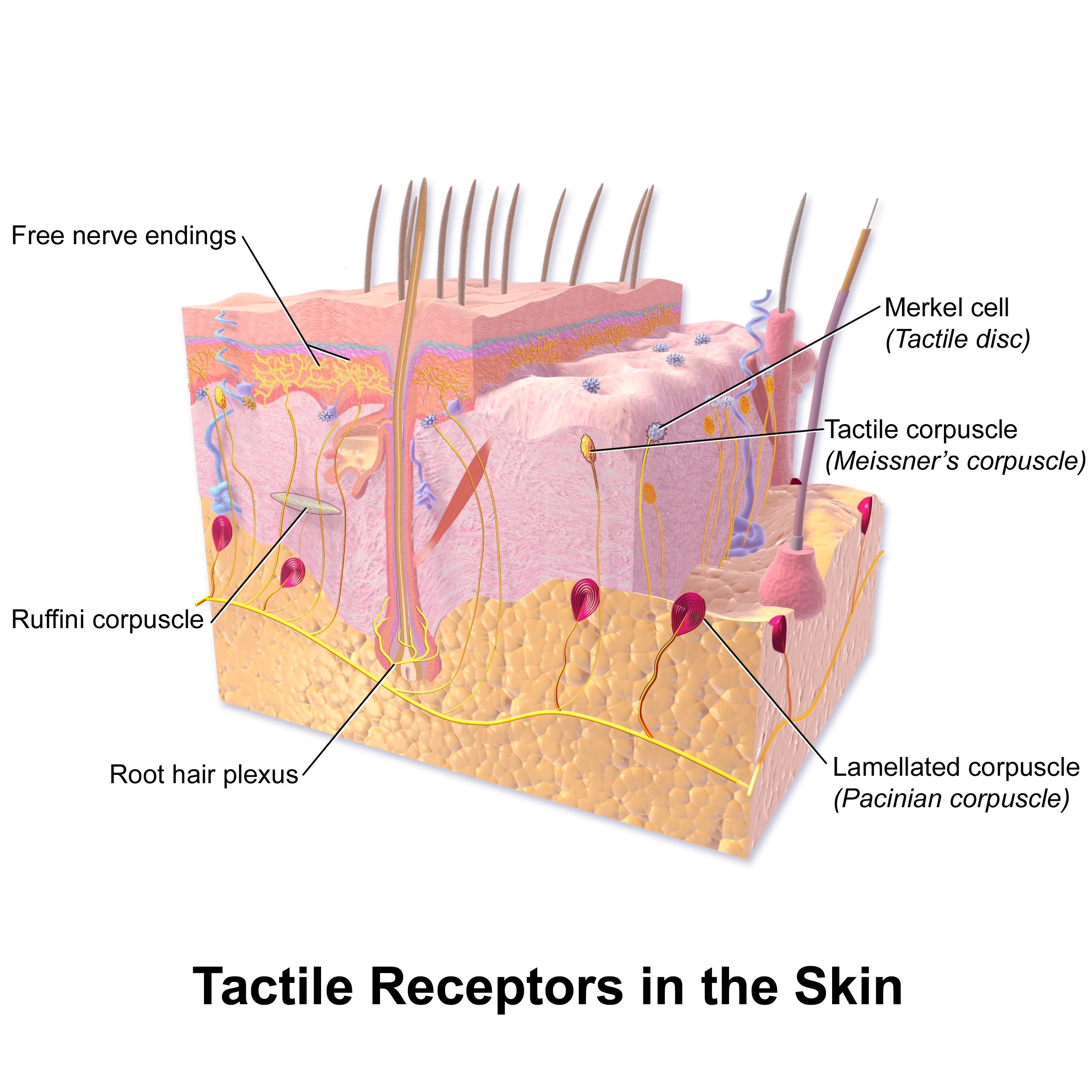
Кожные рецепторы

Кожный рецептор — это сенсорный рецептор, находящийся в коже, который предоставляет информацию о температуре, прикосновении (включая вибрацию и боль), пространственной ориентации, давлении (растяжение или сдавливание) и метаболических обстоятельствах (включая те, которые вызваны внешними химическими веществами). Основными четырьмя типами кожных рецепторов являются тактильные тельца, луковичные тельца, тельца Пачини и нервные окончания Меркеля, хотя последние не квалифицируются как сенсорные тельца в узком смысле.

## Типы
Сенсорные рецепторы кожи:
- Механорецепторы
  - Луковичные тельца (растяжение кожи)
  - Бульбоидные тельца (холод)
  - Тактильные тельца (изменение текстуры, медленные вибрации)
  - Тельца Пачини (глубокое давление, быстрые колебания)
  - Нервные окончания Меркеля (длительное прикосновение и давление)
  - Свободные нервные окончания
- терморецептор
- ноцицепторы
- хеморецепторы

## Изображения

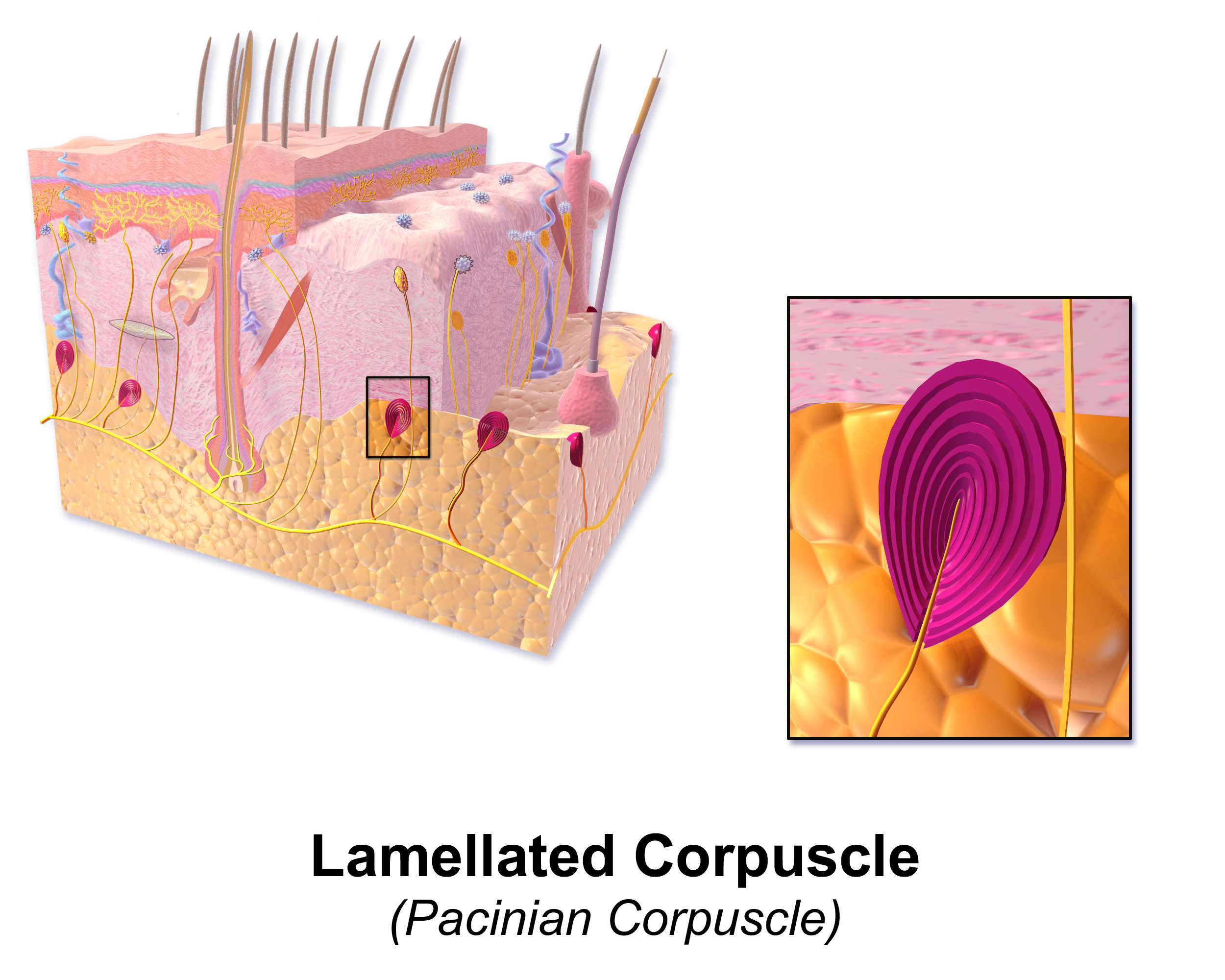
Тельца Пачини.
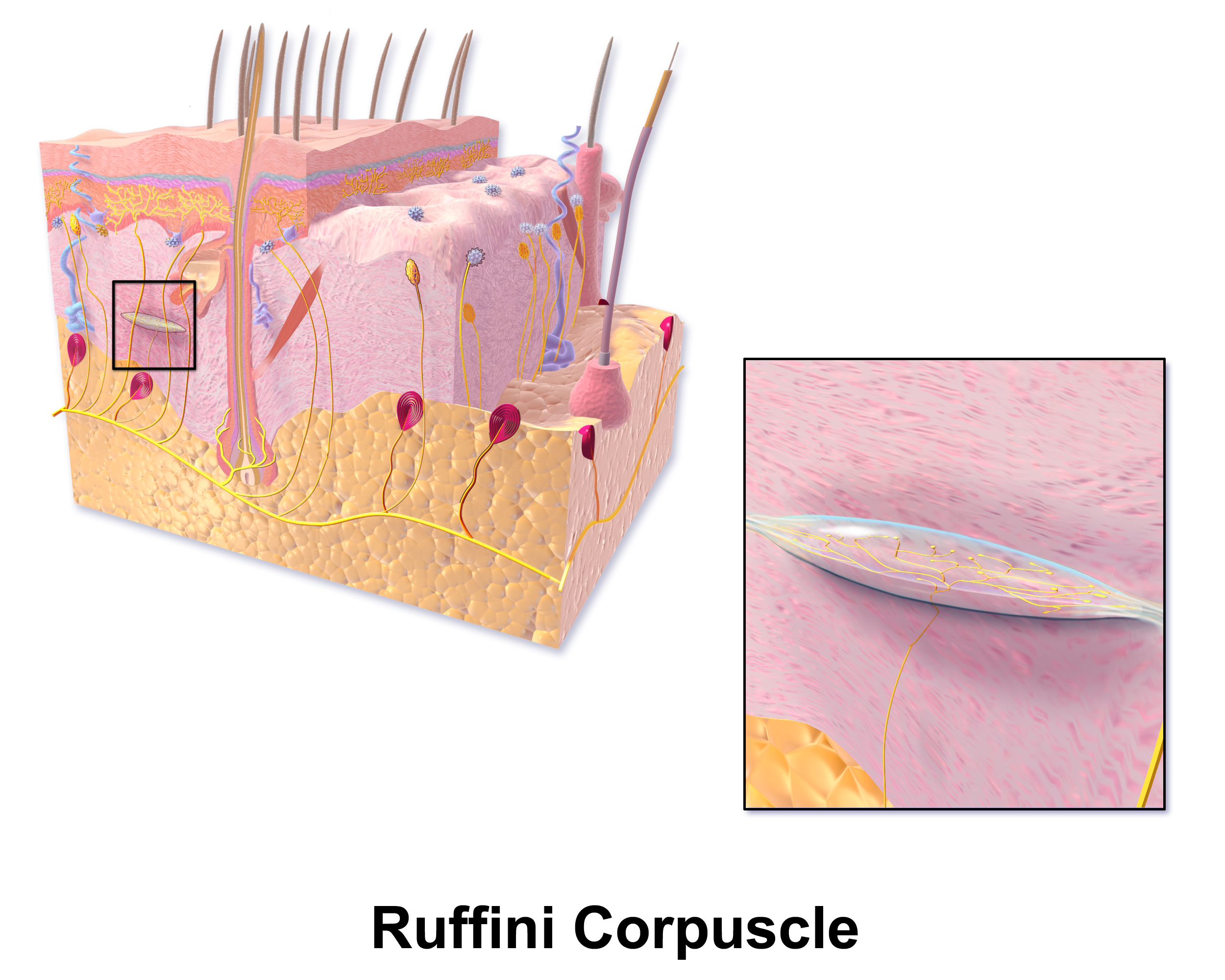
Тельца Руффини
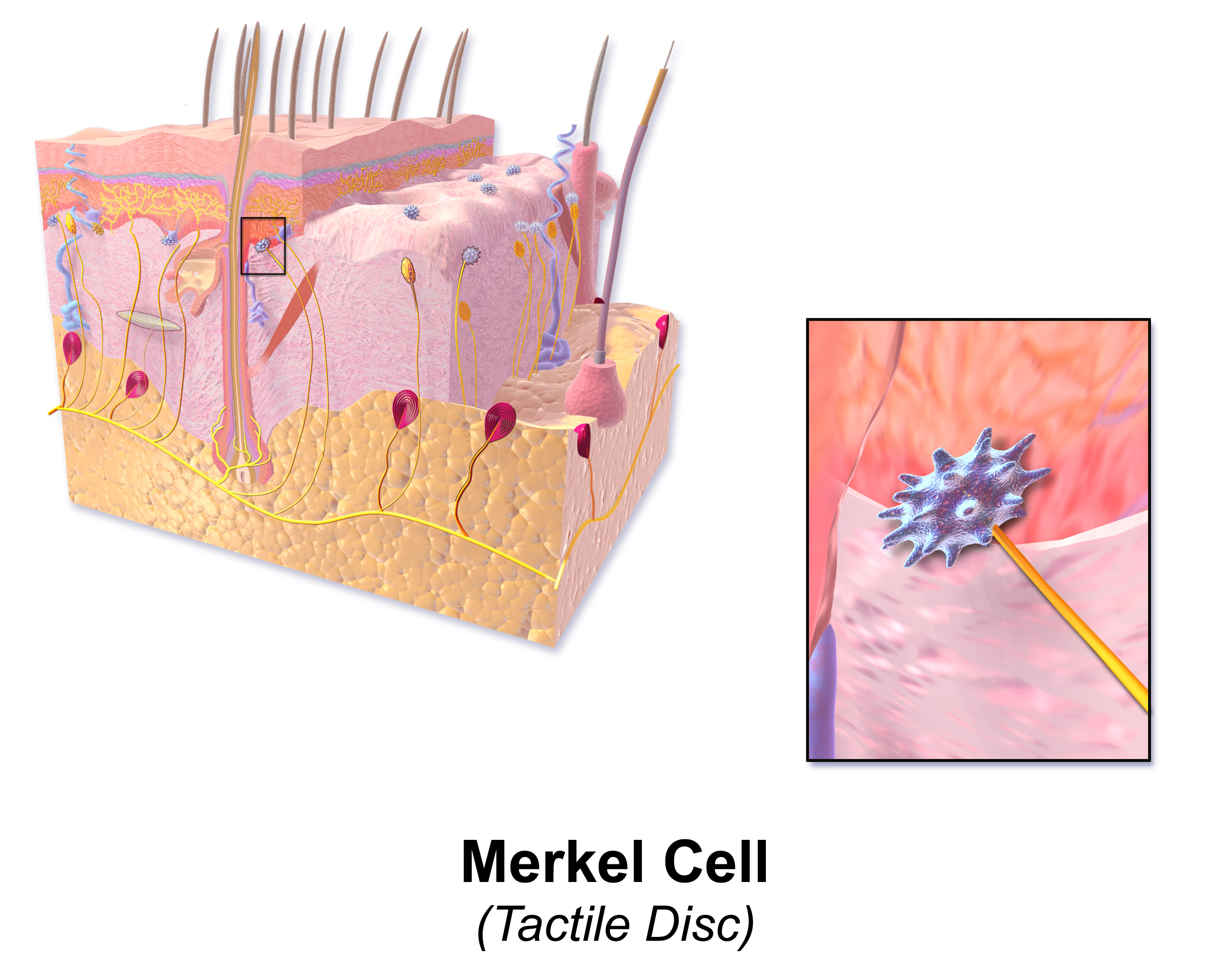
Нервные окончания Меркеля
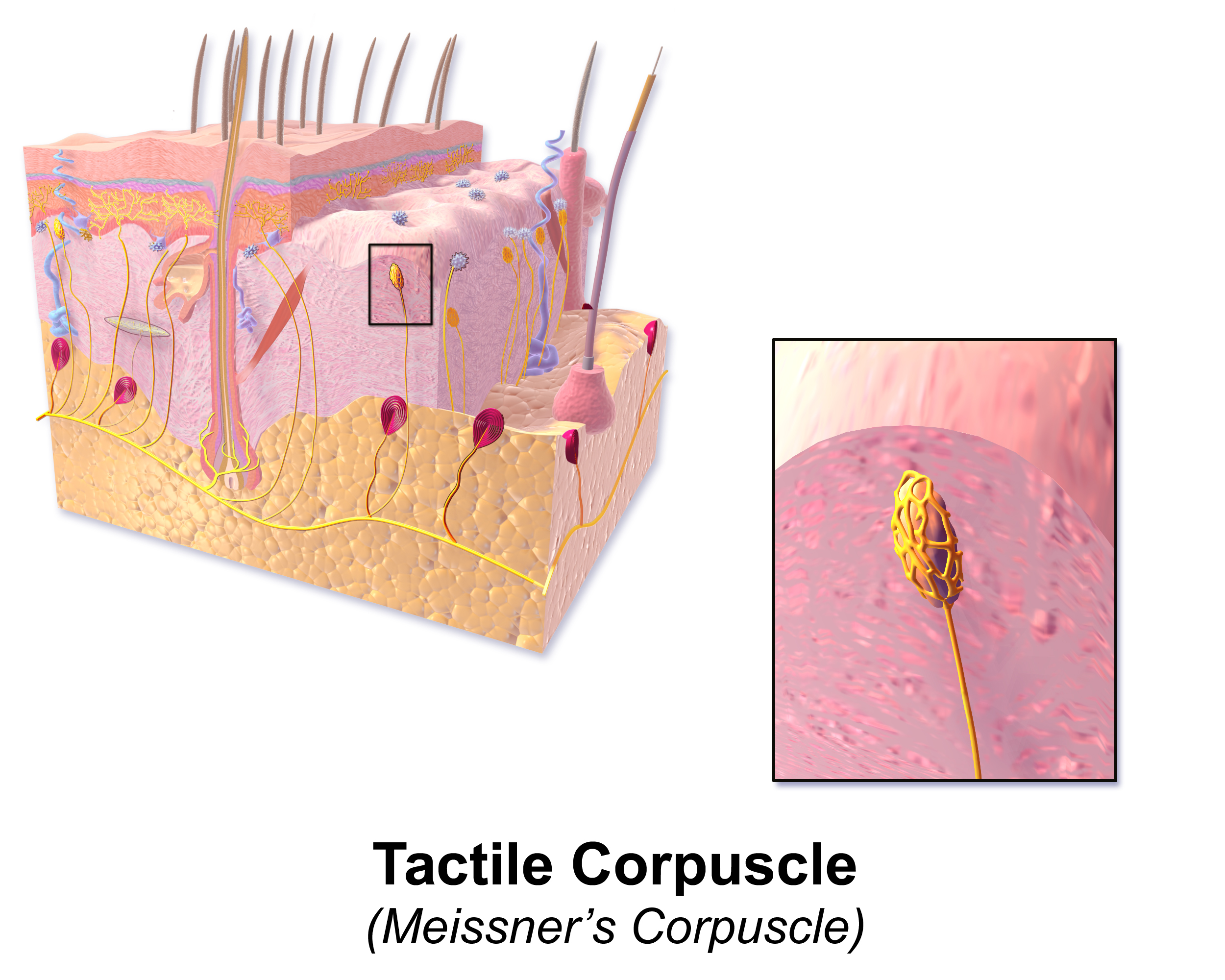
Тактильные тельца
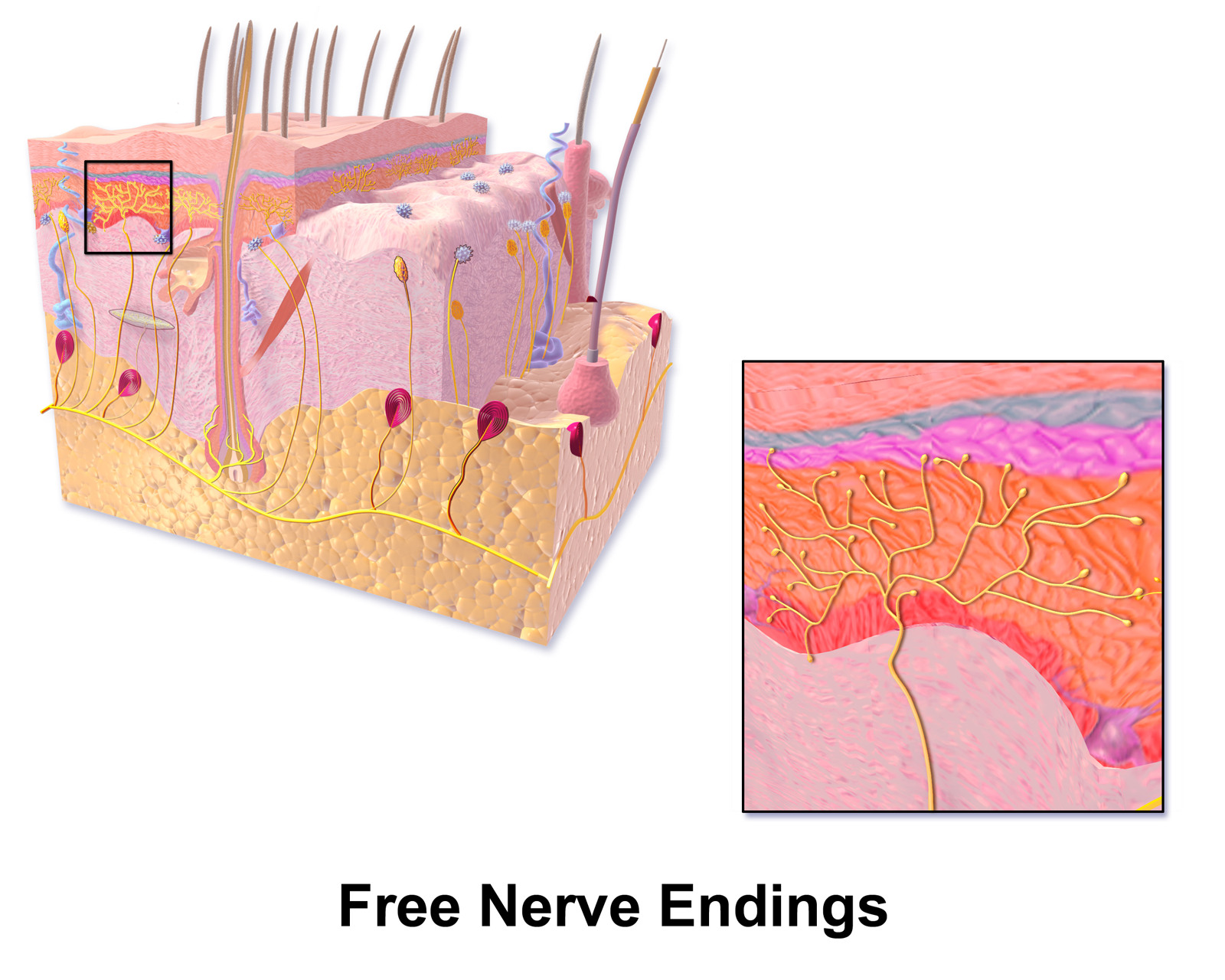
Свободные нервные окончания

## Модальности
С помощью вышеупомянутых типов рецепторов кожа может ощущать модальности прикосновения, давления, вибрации, температуры и боли. Модальности и их рецепторы частично перекрываются и иннервируются различными типами волокон.
| Модальность              | Type | Тип волокна                                                                                                  |
| ------------------------ | --- | --- |
| Прикосновение            | Быстро адаптирующиеся кожные механорецепторы (тактильные тельца, тельца Пачини, рецепторы волосяных фоликул, некоторые свободные окончания) | Aβ волокна                                                                                                   |
| Прикосновение и давление | Медленно адаптирующиеся кожные механорецепторы (нервные окончания Меркеля и луковичные тельца, некоторые свободные окончания)               | Aβ-волокна (Меркеля и Руффини), Aδ-волокна (свободные нервные окончания)                                     |
| Вибрация                 | Тактильные тельца и тельца Пачини | Aβ волокна                                                                                                   |
| Температура              | Терморецепторы | Волокна Aδ (холодовые рецепторы), Волокна C (тепловые рецепторы)                                             |
| Боль и зуд               | Свободные нервные окончания, ноцицепторы | Волокна Aδ (ноцицепторы неоспиноталамического тракта) Волокна C (ноцицепторы палеоспиноталамического тракта) |

## Морфология
Кожные рецепторы находятся на концах афферентных нейронов. Работают внутри капсулы. Ионные каналы расположены вблизи этих сетей.
При сенсорной трансдукции афферентные нервы передают сигналы через ряд синапсов в центральной нервной системе, сначала в спинном мозге, в вентробазальной части таламуса, а затем в соматосенсорной коре.